# Wanda Ostrowska (aktorka)
Wanda Ostrowska (ur. 5 kwietnia 1933 w Wilnie, zm. 18 listopada 1994 w Łodzi) – polska aktorka teatralna.

## Życiorys
W 1955 ukończyła studia na PWST w Łodzi. W swojej karierze zawodowej była związana z: Teatrem Powszechnym w Łodzi, Teatrem Nowym w Łodzi, Teatrem im. Stefana Jaracza w Olsztynie, Teatrem Polskim w Bydgoszczy, Teatrach Dramatycznych w Szczecinie, Teatrze im. Wojciecha Bogusławskiego w Kaliszu i Teatrem Nowym w Poznaniu. W 1988 roku dołączyła do Zespołu Teatralnego Janusza Wiśniewskiego, z którym współpracowała do swojej śmierci.

## Role wTeatrze Telewizji
- 1970: Gody życia reż. Maciej Prus
- 1971: Noce i dnie reż. Izabella Cywińska
- 1973: Płaszcz reż. Izabella Cywińska
- 1974: A jak królem, a jak katem będziesz reż. Janusz Nyczak
- 1975: Zykowowie reż. Izabella Cywińska
- 1978: Rogacz wspaniały reż. Stanisław Hebanowski
- 1978: Milczenie reż. Izabella Cywińska
- 1981: Na dnie reż. Izabella Cywińska
- 1982: Dziwne popołudnie doktora Burkego
- 1983: Oni reż. Krzysztof Rogulski
- 1992: Ulica krokodyli reż. Janusz Wiśniewski
- 1993: Balladyna reż. Janusz Wiśniewski